# Juan Salomón y Catters
Juan Salomón y Catters (San Fernando, Cádiz; 12 de junio de 1806 - Madrid, 10 de mayo de 1886) fue un militar, consejero real y político español, ministro interino de Marina durante el reinado de Isabel II.

## Biografía
Inició una carrera en la Armada Española. Se embarcó en 1822 como guardiamarina en la fragata La Ligera, que encalló en el puerto de Santiago de Cuba. Posteriormente, regresó a España y fue destinado al puerto de Cádiz. Años más tarde ingresó en el Ministerio de Marina, donde fue ascendiendo en los grados de capitán de fragata, oficial tercero de segunda (1848) y oficial tercero de primera (1850), siéndole más tarde confirmado el grado de brigadier en 1852 y oficial mayor del Ministerio en junio de 1856.
Sin perjuicio de su cargo como oficial, en febrero de 1857 se le nombró consejero real en clase de extraordinario. Pocos meses más tarde, en septiembre, fue designado ministro suplente del Tribunal Supremo de Guerra y Marina, decidiéndose que continuase "por ahora, desempeñando en comisión la plaza de oficial mayor del Ministerio de Marina". En tal calidad, asumió de manera interina el despacho de ministro de Marina el 15 de octubre, siendo cesado del mismo apenas diez días después para dar paso al nuevo titular, José María de Bustillo Gómez de Barreda.
Se jubiló del Ministerio en 1858. Murió apartado de la política en Madrid en mayo de 1886, poco antes de cumplir ochenta años.